# 262 v.Chr.
Het jaar 262 v.Chr. is een jaartal volgens de christelijke jaartelling. 

## Gebeurtenissen

### Italië
- Rome stuurt vier legioenen naar Sicilië en belegert Agrigento. De stad wordt verdedigd door een Carthaags garnizoen onder Hannibal Gisco.

### Europa
- Koning Catellus (262 - 256 v.Chr.) volgt zijn vader Gerennus op als heerser van Brittannië.

### Griekenland
- Antigonus II Gonatas verovert Athene na een langdurige belegering van drie jaar en dwingt de uitgehongerde stad tot overgave.
- Cleanthes van Assos volgt Zeno op als scholarch van de Stoïcijnse school.

### Klein-Azië
- Eumenes I komt in opstand en verslaat Antiochus I Soter in Lydië met steun van zijn Egyptische bondgenoten. Pergamon wordt onafhankelijk.

## Geboren
- Apollonius van Perga (~262 v.Chr. - ~190 v.Chr.), Grieks astronoom en meetkundige

## Overleden
- Zeno van Citium, Grieks filosoof en stichter van het stoïcisme